# Новая Кушма
Новая Кушма (мар. Немдыш кутыр) — деревня в Медведевском районе Марий Эл Российской Федерации. Входит в состав Шойбулакского сельского поселения.
Численность населения — 3 человека (2014 год).

## География
Новая Кушма располагается в 10 км от административного центра сельского поселения — села Шойбулак, на берегу речки Кушма. С юга, запада и востока деревня окружена лесами.

## История
Поселение основано в 1931 году переселенцами из деревень Ружбеляк, Кугланур, Немда, скрывавшимися от раскулачивания.

## Население
| 2010 | 2011 | 2012 | 2013 | 2014 |
| ---- | ---- | ---- | ---- | ---- |
| 10   | ↘3   | →3   | →3   | →3   |

Национальный состав на 1 января 2014 г.:
| Национальность | Численность, чел. | Доля    |
| -------------- | ----------------- | ------- |
| всего          | 3                 | 100,0 % |
| Марийцы        | 1                 | 33,3 %  |
| Русские        | 1                 | 33,3 %  |
| Татары         | 1                 | 33,3 %  |

## Описание
Улично-дорожная сеть деревни имеет грунтовое покрытие. Жители проживают в индивидуальных домах, не имеющих централизованного водоснабжения и водоотведения. Дома не газифицированы.